# Bella Lewitzky

Poster de la Lewitzky Dance Company

Bella Lewitzky, née le 13 janvier 1916 dans le comté de Los Angeles et morte le 16 juillet 2004 à Pasadena, est une chorégraphe, danseuse et professeure de danse moderne américaine. Elle est surnommée « la grande dame de la Côte ouest », par opposition à Marta Graham, « la grande dame de la Côte est ».

## Biographie
Bella Lewitzky est née à Llano del Rio (en) dans la vallée d'Antelope, dans une famille d'immigrants juifs russes; ses parents ont immigré pour rejoindre une colonie socialiste utopique dans le désert des Mojaves. Elle passe son enfance dans cette communauté  et dans un ranch à San Bernardino,. Elle retourne à Los Angeles à l'adolescence et étudie brièvement le ballet. A  dix-sept ans, le partenaire d'un professeur de ballet lui parle du travail de Lester Horton et elle s'inscrit comme élève. En 1934, elle rejoint la compagnie de Lester Horton, en devient la première danseuse en 1937,, et joue un rôle déterminant dans le développement de la technique Horton.
En 1946, Lewitzky fonde avec Horton le Dance Theatre de Los Angeles qui est l'une des rares institutions aux États-Unis à abriter à la fois une école de danse et un théâtre sous le même toit. Elle quitte l'entreprise en 1950 pour poursuivre ses propres intérêts et une carrière indépendante. Elle apparait comme danseuse dans le film d'aventure en technicolor de 1943 White Savage et elle chorégraphie les films Bagdad (1949), avec Lester Horton, Tripoli (1950) et Prehistoric Women (1950).
En 1951, elle créé Dance Associates, avec une école de danse moderne et un ensemble d'interprétation. La même année, elle est assignée à comparaître devant la House Un-American Activities Committee pour répondre aux questions sur les activités communistes dans le domaine des arts. "Je suis une danseuse, pas une chanteuse", a-t-elle répondu.
En 1955, Lewitzky donne naissance à son unique enfant, sa fille Nora. La même année, elle déplace ses répétitions à Idyllwild, en Californie, une petite ville dans les Monts San Jacinto à l'extérieur de Los Angeles. En 1956, elle  devient la présidente fondatrice du département de danse de la Idyllwild School of Music and the Arts, qui depuis a  été rebaptisée Idyllwild Arts Academy. Elle enseigne jusqu'en 1972. Sa fille, Nora, rejoint la faculté de danse en 2003 et continue d'enseigner la technique Lewitzky. L'Idyllwild Arts Academy est l'une des rares institutions aux États-Unis qui propose la technique Lewitzky dans le cadre de son programme[réf. nécessaire].
En 1966, elle fonde la Lewitzky Dance Company. Sous sa direction artistique, la compagnie devient l'une des principales compagnies internationales de danse moderne, acclamée par la critique dans quarante-trois États des États-Unis ainsi que dans vingt pays sur cinq continents. Parmi ses associés de danse, il y a Noreen Corcoran, l'ancienne enfant star du sitcom américain Bachelor Father.
En 1970, elle est la fondatrice et doyenne du programme de danse du California Institute of the Arts (CalArts) de Valencia.      
En 1974, elle se produit au théâtre de la Ville à Paris et en 1977 à l'Espace Cardin.
Bella Lewitzky est vice-présidente du Conseil consultatif de la danse du National Endowment for the Arts de 1974 à 1977 et est également depuis 1974, membre du comité de la section américaine du Conseil international de la danse de l'UNESCO.
Elle danse jusqu'en 1978.
En 1990, Lewitzky refuse de signer le serment anti-obscénité de la  National Endowment for the Arts, ce qui entraîne la perte d'une subvention de 72 000 $ pour son entreprise. Elle gagne un procès contre le président de la NEA, John Frohnmayer (en), pour que la subvention soit rétablie,. Elle fonde à Los Angeles une Dance Gallery, entièrement consacrée à la danse, fait unique aux États-Unis.
Elle doit être amputée de la jambe droite en 1999. 
Elle déclare au New York Times : « Je me bats dans la danse depuis 28 ans. Exister simplement pour exister est une bêtise. Exister pour faire de l'art est un acte assez grandiose ».

## Vie privée
Lewitzky était mariée à Newell Taylor Reynolds, un architecte et scénographe qu'elle a rencontré alors qu'ils étaient danseurs dans la compagnie de Lester Horton. Reynolds a conçu des décors pour la Lewitzky Dance Company. Leur réception de mariage a eu lieu à la Samuel Freeman House (en), qu'ils fréquentaient dans le cadre d'un salon d'avant-garde.
Elle meurt le 16 juillet 2004 à Pasadena, d'une crise cardiaque après un AVC.

## Récompenses
Lewitzky a reçu de nombreux prix, dont des doctorats honorifiques du California Institute of Arts (1981), de l'Occidental College (1984), de l'Otis Parsons College (1989) et de la Juilliard School (1993). En 1991, elle a reçu le Heritage Award de la National Dance Association . En 1996, elle reçoit la National Medal of Arts.
Bella Lewitzky a reçu une bourse de la Fondation John-Simon-Guggenheim, le prix annuel de Dance Magazine (en) et des commandes du National Endowment for the Arts. Elle est la seule chorégraphe du pays non basée à New York à recevoir une subvention importante pour le fonds discrétionnaire d'un directeur artistique de la Andrew W. Mellon Foundation (en). La société de Lewitzky a reçu une subvention spéciale pour un projet de la CBS Corporation.

## Citation
« Un excellent contrôle de chaque mouvement et de chaque placement est une sorte de soin personnel. C'est de l'amour-propre au sens le meilleur. Je passe un contrat avec les danseurs (pas littéralement, bien sûr) pour qu'ils restent en vie et qu'ils progressent au mieux pour s'assurer qu'ils ne sont pas blessés. Il faut garder à l'esprit que la danse n'est pas normale, que seul un corps fort et bien informé peut protéger contre les dommages. »